# RTBF Sat
RTBF Sat è stata un'emittente televisiva belga di lingua francese che trasmetteva in Europa il meglio della programmazione delle emittenti della RTBF La Une e La Deux, oltre che alcuni programmi della versione belga di arte.
Il canale, a causa della crisi economica, ha cessato le trasmissioni il 14 febbraio 2010.

## Storia e programmazione
L'emittente nacque il 26 novembre 2001 con il nome di RTBF Satellite, ed iniziò le trasmissioni su Astra, assieme alla radio RTBF International (chiusa a dicembre 2009). Nel 2005, modificò la propria denominazione in RTBF Sat.
Il 13 novembre 2008 le trasmissioni passarono dal satellite Astra a quello Hotbird. Giorno 26 dello stesso mese furono attivate le trasmissioni in 16:9, mai effettuate prima di quel giorno dal canale.
RTBF Sat trasmetteva tutti i programmi autoprodotti dalla RTBF per i suoi canali terrestri, oltre a programmi specificamente prodotti per il canale, quali documentari, sport e programmi di varietà. Venivano trasmessi a volte anche intere edizioni di telegiornali de La Deux degli anni passati, per far ricordare come fosse il Belgio, e più precisamente la Vallonia in passato.